# Резвый (посёлок)
Ре́звый — посёлок в Бугурусланском районе Оренбургской области. Входит в состав Пилюгинского сельсовета.

## География
Посёлок находится на левом берегу реки Малый Кинель, на расстоянии примерно 29 км (по прямой) к юго-востоку от города Бугуруслан, административного центра района.

### Часовой пояс
Посёлок Резвый, как и вся Оренбургская область, находится в часовой зоне МСК+2. Смещение применяемого времени относительно UTC составляет +5:00.

## История
Название посёлка связано с фамилией помещика Резовского, получившего его в наследство. Первоначальное название — Резовый.

## Население
| 2010 |
| ---- |
| 140  |

### Национальный состав
Согласно результатам переписи 2002 года, в национальной структуре населения русские составляли 64 % из 183 чел.